# Qatar-1b
Qatar-1b – planeta pozasłoneczna typu gorący jowisz znajdująca się około 550 lat świetlnych od Ziemi. Qatar-1b jest gazowym olbrzymem o promieniu ok. 20% większym od promienia Jowisza i ok. 10% cięższym od Jowisza. Orbituje wokół pomarańczowej gwiazdy typu widmowego K znanej jako Qatar-1 (3UC311-087990). Planeta okrąża swoje słońce co 34 godziny i jest zawsze zwrócona w kierunku gwiazdy tą samą półkulą (zjawisko to nazywa się rotacją synchroniczną). Położona jest w konstelacji Smoka.
Qatar-1 jest pierwszą planetą odkrytą przez międzynarodowy zespół pod katarskim kierownictwem, Qatar Exoplanet Survey.
| Jowisz | Qatar-1b |
| ------ | -------- |
|        |          |